# 埃爾塞里托 (桑坦德省)
埃爾塞里托是哥倫比亞的城鎮，位於該國東北部，由桑坦德省負責管轄，距離首府布卡拉曼加174公里，面積549平方公里，海拔高度2,500米，2005年人口6,187。
6°50′42″N 72°41′53″W / 6.845°N 72.698°W